# Romuald z Camaldoli
Romuald z Camaldoli, także Święty Romuald EC (wł. Romualdo di Camaldoli; ur. ok. 951, zm. 19 czerwca 1027 w Val di Castro) – włoski mnich, założyciel zakonu kamedułów, opat, święty Kościoła katolickiego.

## Życiorys
Urodził się około 951 roku w Rawennie i pochodził z rodu Onesti. W młodości wiódł hulaszcze życie. W pewnym momencie był świadkiem jak jego ojciec zabił swojego przeciwnika. Z powodu widoku śmierci, postanowił w 972 roku wstąpić do benedyktyńskiego klasztoru św. Apolinarego. Po trzech latach opuścił klasztor, ponieważ preferował życie samotne. Dołączył wówczas do pustelnika Maryna, który mieszkał w eremie, na weneckiej wysepce. Wkrótce potem dołączyło do nich więcej zwolenników, wśród których był Piotr Orseolo i Jan Morosini. Mnisi postanowili się przenieść do Saint-Michel de Cuxa, gdzie mieszkał opat Geryn. Wyruszyli tam w 978 roku, a po dotarciu zamieszkali w oddzielnych pustelniach. Romuald kształcił się tam, dzięki zasobności biblioteki opata i pod wpływem lektur postanowił nieco poluzować zasady swojej surowej ascezy. Wkrótce potem, wraz z Marynem i Janem opuścili Cuxę i udali się na Monte Cassino. Na prośbę cesarza Ottona III, Romuald przeniósł się z powrotem do Rawenny, gdzie został opatem. Ponieważ mnisi z klasztoru św. Apolinarego nie chcieli dostosować się do surowych reguł Romualda, ten opuścił klasztor w 999 i powrócił na Monte Cassino. Potem wędrował przez jakiś czas odwiedzając m.in. Pereum czy Istrię, a ostatecznie osiadł w Camaldoli. Zapraszał swoich naśladowców do prowadzenia życia pół-pustelniczego, pół-zakonnego. W 1027 roku przeniósł się do Val di Castro, gdzie oddał się kontemplacji. Zmarł tamże 19 czerwca 1027 roku.
Jego relikwie pozostawały w opactwie do 1480, następnie zostały przeniesione w 1481 roku do kościoła kamedułów św. Błażeja w Fabriano.
Papież rozszerzył kult Romualda z Camaldoli przez kanonizację równoważną.
W 1595 roku Klemens IX nakazał wspominanie świętego w dniu przeniesienia jego relikwii (7 lutego) z uwagi na szczególną pamięć innych świętych Gerwazego i Protazego przypadającą 19 czerwca. Dopiero Sobór watykański II w reformie liturgicznej (1969) przywrócił wspomnienie św. Romualda w dzienną rocznicę śmierci.
W ikonografii święty przedstawiany jest w białym habicie kamedulskim, czasem w czarnym benedyktyńskim z księgą w ręku lub modelem pustelni.
Jego atrybutami są: czaszka, otwarta księga, kij podróżny, laska.